# Оставите свет иза себе
Оставите свет иза себе (енгл. Leave the World Behind) амерички је психолошки трилер из 2023. године у режији и по сценарију Сема Есмаила. Темељи се на истоименом роману Румана Алама из 2020. године. Главне улоге тумаче Џулија Робертс, Махершала Али, Итан Хок и Мајха’ла.
Светска премијера је одржана 25. октобра 2023. године на фестивалу Америчког филмског института. Приказивање у одабраним биоскопима заказано је за 22. новембар, док ће га Netflix приказати од 8. децембра.

## Радња
Породични одмор у луксузној кући за изнајмљивање добија злокобни обрт када сајбер напад поквари њихове уређаје — и два незнанца се појаве на њиховим вратима.

## Улоге
| Глумац         | Улога           |
| -------------- | --------------- |
| Џулија Робертс | Аманда Сандфорд |
| Махершала Али  | Џи-Ејч Скот     |
| Итан Хок       | Клеј Сандфорд   |
| Мајха’ла       | Рут Скот        |
| Фара Макензи   | Роуз Сандфорд   |
| Чарли Еванс    | Арчи Сандфорд   |
| Кевин Бејкон   | Дени            |